# Kanton Avignon-Est
Kanton Avignon-Est (fr. Canton d'Avignon-Est) je francouzský kanton v departementu Vaucluse v regionu Provence-Alpes-Côte d'Azur. Tvoří ho dvě obce.

## Obce kantonu
- Avignon (východní část)
- Morières-lès-Avignon